# Cédric Eustache
Cédric Eustache, né le 22 août 1989 au Vauclin, est un coureur cycliste français. 

## Biographie
Il remporte deux titres de champion des Caraïbes sur route en 2011 et 2014.
Lors du Tour de Guadeloupe 2017, il porte le maillot jaune durant trois étapes et termine cinquième au classement général. C'est la meilleure performance réalisée par un cycliste martiniquais au Tour de la Guadeloupe.
En 2019, il remporte le titre de champion de France des comités d’outre-mer et le classement général du Trophée de la Caraïbe.

## Palmarès et résultats

### Par année
- 2010
  - 4e étape du Tour de Martinique
  - 2eb étape du Tour de la Guadeloupe (contre-la-montre par équipes)
  - Classement général du Tour de Guyane
- 2011
  -  Champion des Caraïbes sur route
  - 5e étape du Grand Prix du Conseil Général
  - Grand Prix des Secrétaires
  -  Médaillé de bronze du championnat des Caraïbes du contre-la-montre
- 2012
  - Grand Prix Balance La
  - 1re étape du Grand Prix du Conseil Général
  - 5e étape du Tour de Guyane
  - 4e étape du Tour de La Réunion
  - Classement général du Tour de Martinique[n 1]
  -  Médaillé d'argent du championnat des Caraïbes du contre-la-montre
- 2013
  - 3e étape du Tour de la Guadeloupe
- 2014
  -  Champion des Caraïbes sur route
  - 2e étape du Critérium des Quartiers du Lamentin
  - Tour de Martinique :
    - Classement général
    - 5e étape

  - 3e du Trophée de la Caraïbe
  - 3e du Critérium des Quartiers du Lamentin
- 2015
  - Grand Prix du Vauclin
  - 8eb étape du Tour de Martinique (contre-la-montre)
  - 2e du Circuit des Monts du Livradois
- 2016
  - 7e et 8eb (contre-la-montre) étapes du Tour de Martinique
  - 3e du Tour de Martinique
- 2017
  - 2e et 3eb étapes du Grand Prix du Développement Durable et Solidaire
  - 3e du championnat de Martinique du contre-la-montre
- 2018
  - 2ea étape du Grand Prix du Foyer Rural de Morne-Acajou (contre-la-montre)
  - 8eb étape du Tour de Martinique (contre-la-montre)
- 2019
  - Champion de France des Outre-Mer
  - Classement général du Trophée de la Caraïbe
  - 8ea étape du Tour de Martinique
- 2022
  - 1re étape du Grand Prix Energizer (contre-la-montre)

### Classements mondiaux
| Année            | 2010 | 2011 | 2012 | 2013 | 2014 | 2015 | 2016 |
| ---------------- | ---- | ---- | ---- | ---- | ---- | ---- | ---- |
| UCI America Tour | 213e |      | 222e |      | 198e |      | 304e |
| UCI Europe Tour  |      |      |      | 899e |      |      |      |